# Пещера Лучников
Пещера Лучников — пещера, памятник неолитической наскальной живописи. Она расположена в Египте, в мухафазе Вади-эль-Гедид на юго-востоке национального парка Гильф-Кебир, в 40 метрах к югу от Пещеры Пловцов.

## Описание
Юго-западный вход в пещеру имеет ширину 10 м и высоту 5 м и открывается в большое чашеобразное образование в песчанике. Наскальные рисунки пещеры включают несколько панелей, на которых изображены люди с луками и стрелами и стадо коров. Рисунки датируются периодом между 6300 и 5500 гг. до н. э.
Из-за разрушения коренной породы песчаник сильно выветрился или раздробился, и осталось только несколько его блоков.